# Potok Czułowski
Potok Czułowski – potok, prawostronny dopływ Sanki o długości 8,39 km.
Płynie w województwie małopolskim. Początek potoku ma miejsce na północnym stoku wzgórza Kamionka w północno-wschodniej części wsi Rybna w części Nowy Świat. Płynąc na południowy wschód, przez wieś Czułówek, zmienia swój kierunek na północno-wschodni. W północnej części Kaszowa wpływa prawobrzeżnie do Sanki.